# EF Геркулеса
EF Геркулеса (лат. EF Herculis) — двойная затменная переменная звезда типа Алголя (EA:)* в созвездии Геркулеса на расстоянии приблизительно 3055 световых лет (около 937 парсек) от Солнца. Видимая звёздная величина звезды — от +12m до +11m. Орбитальный период — около 4,7291 суток.

## Характеристики
Первый компонент — жёлто-белая пульсирующая переменная звезда типа Дельты Щита (DSCT)* спектрального класса F0, или A0, или A2, или A7V, или A*. Масса — около 1,82 солнечной, радиус — около 3,23 солнечного, светимость — около 16,594 солнечной. Эффективная температура — около 6478 K.
Второй компонент — оранжевый субгигант спектрального класса K4IV, или KIV. Масса — около 0,27 солнечной, радиус — около 15,4 солнечного. Эффективная температура — около 4767 K.